# Luiz Bonfá
Luiz Floriano Bonfá (Rio de Janeiro, 1922. október 17. – Rio de Janeiro, 2001. január 12.) brazil gitáros és zeneszerző, a Fekete Orfeusz című film felejthetetlen zenéjének alkotója.

## Pályafutása
Apja olasz emigráns volt. Bonfa klasszikus gitárt tanult. 1940-től írt dalokat, 1952-től szólógitárosként lépett fel. Életében mintegy 500 dalt írt. Bonfát a Fekete Orfeusz tette világhírűvé. A film zenéje 1959-ben Oscar-díjat kapott.
Tizenegy éves korától uruguayival klasszikus gitáros Isaías Sáviotól Rio de Janeiroban tanult gitározni. A 2 1/2 órás vonatozások vagy gyalogos utak a Santa Cruz-i házból Rio de Janeiroig a tanárhoz csak úgy voltak lehetségesek, hogy − figyelembe véve Bonfá rendkívüli elhivatottságát és tehetségét a gitár iránt −  tanára felmentette a fiatalembert fizetni az órákért.
onfá először 1947-ben nyert széles körű ismertséget Brazíliában, amikor a szerepelt Rádio Nacional tehetségkutatóján. Az 1940-es évek végén a Quitandinha Serenaders vokális együttessel játszott. Néhány első szerzeményét rögzítették és 1950-es években már előadták.
Első befutott slágere a De Cigarro em Cigarro volt. Megismerkedett Antônio Carlos Jobimmal és Vinicius de Moraesszal.
A világméretű bossa nova-robbanás az 1950-1970-es években lázba hozta az Egyesült Államokat. Bonfá együtt dolgozott a prominens brazil zenészekkel. Ő írta A fekete Orfeusz  film eredeti zenéinek jó részét. A Manhã de Carnaval bekerült a tíz legjobb, világszerte játszott dalként a Guinness-rekordok könyvébe.

## Albumok
- 1955: Luiz Bonfá (Uma Prece) – Continental
- 1959: Amor!: The Fabulous Guitar of Luiz Bonfa – Collectables
- 1959: Black Orpheus (Original Soundtrack) – Fontana
- 1962: Brazil's King of the Bossa Nova and Guitar – Philips
- 1962: O Violão e o Samba – EMI Music Distribution
- 1963: Composer of Black Orpheus Plays and Sings Bossa Nova – Polygram
- 1963: Jazz Samba Encore! – Verve
- 1963: Le Roi de la Bossa Nova – Sunnyside
- 1965: Braziliana – Philips
- 1965: The Brazilian Scene – Verve
- 1966: Gentle Rain – Universal Distribution
- 1968: Black Orpheus – Impressions
- 1968: Bonfa – DOT Records
- 1970: The New Face of Bonfá – RCA
- 1971: Sanctuary
- 1972: Introspection – RCA
- 1973: Jacarandá – Orchard
- 1974: Todo o Nada – Vaiven
- 1978: Bonfa Burrows Brazil – Orchard
- 1988: Manhattan Strut – Paddle Wheel
- 1989: Non-Stop to Brazil – Chesky
- 1992: The Bonfá Magic – Milestone Records
- 1996: Garoto Genios Do Violao – EMI Music Distribution
- 2005: Solo in Rio 1959 – Smithsonian Folkways Recordings
- Brazilian Guitar Master – Golden Stars
- Everlasting Bossa Nova Guitar – Journey Sky Music
- Genios Do Violao – EMI Brazil
- Introspection (The New Face Of Bonfa) – FiveFour